# اریک وردرمان
اریک وردرمان (انگلیسی: Erich Werdermann؛ ۲ مارس ۱۸۹۲ – ۲۰ آوریل ۱۹۵۹) یک گیاه‌شناس اهل امپراتوری آلمان بود.